# Mythimna distincta
Mythimna distincta es una polilla de la familia Noctuidae. Se encuentra en la India y Nepal.
La longitud de las alas anteriores es 14,7-16,9 mm.